# Variété lisse
En topologie différentielle, une variété lisse est un ensemble muni d'une structure qui lui permet d'être localement difféomorphe à un espace localement convexe. Les variétés localement de dimension finie (localement difféomorphes à un espace {\displaystyle \mathbb {R} ^{n}}) en sont un cas particulier. Les variétés localement de dimension infinie se rencontrent en analyse globale (au sens de l'analyse fonctionnelle non linéaire). Les types de variétés lisses les plus importants sont (outre celles qui sont localement de dimension finie) les variétés hilbertiennes, les variétés banachiques (ou variétés de Banach), les variétés de Fréchet et les variétés modelées sur un espace limite inductive stricte d'espaces de Fréchet (localement difféomorphes à un espace de Hilbert, à un espace de Banach, à un espace de Fréchet et un espace limite inductive stricte d'espaces de Fréchet, respectivement). Parmi les variétés de Fréchet, on distingue les diffiétés (en), de dimension au plus dénombrable. Dans tout ce qui suit, les espaces localement convexes sont séparés et définis sur le corps des réels.

## Variétés lisses générales

### Cartes
Soit X un ensemble. On appelle carte de X un triplet {\displaystyle c=\left(U,\varphi ,E\right)} où U est une partie de X, E est un espace localement convexe, et {\displaystyle \varphi } est une bijection de U sur un ouvert de E. L'ensemble U est appelé le domaine de c et la dimension de E (finie ou infinie) est appelée la dimension de la carte c. Si a est un point de X tel que {\displaystyle \varphi (a)=0}, on dit que la carte c est centrée sur a. Les parties de X qui sont réunions de domaines de cartes de X forment l'ensemble des ouverts pour une topologie de X. On suppose que X est toujours muni de cette topologie, et {\displaystyle \varphi } est alors un homéomorphisme de U sur {\displaystyle \varphi (U)}.

### Applications lisses
Soit E, F deux espaces localement convexes et {\displaystyle \phi } une application d'un voisinage de 0 de E dans F. On dit que {\displaystyle \phi } est tangente à 0 si pour tout voisinage W de 0 dans F, il existe un voisinage V de 0 dans E tel que {\displaystyle \phi (tV)\subset o(t)W} où o est une fonction réelle de la variable réelle définie au voisinage de 0 telle que {\displaystyle o(t)/t\rightarrow 0} pour {\displaystyle t\rightarrow 0}.
Soit U un ouvert de E et {\displaystyle f:U\rightarrow F}. On dit que f est différentiable au point {\displaystyle x_{0}\in U} s'il existe une application linéaire continue {\displaystyle L\in {\mathcal {L}}(E;F)} (où {\displaystyle {\mathcal {L}}(E;F)} désigne l'espace des applications linéaires continues de E dans F) telle que l'application
{\displaystyle h\rightarrow f\left(x_{0}+h\right)-f\left(x_{0}\right)-L.h}
est tangente à 0. Cette application L est alors appelée la différentielle (ou dérivée) de f au point {\displaystyle x_{0}} et est notée {\displaystyle Df\left(x_{0}\right)}. Dans le cas où E et F sont des espaces de Banach, on peut écrire la condition ci-dessus au moyen de normes, et on obtient la différentielle de Fréchet classique.
Si l'application {\displaystyle x\mapsto Df(x)} est définie et continue de U dans l'espace localement convexe {\displaystyle {\mathcal {L}}_{\beta }(E;F)} (c'est-à-dire {\displaystyle {\mathcal {L}}(E;F)} muni de la topologie de la convergence uniforme sur toute partie bornée), alors f est dite de classe {\displaystyle C^{1}}. On définit par récurrence une application de classe {\displaystyle C^{n}} (où n est un entier strictement positif) et une application de classe {\displaystyle C^{\infty }}.
On dira dans ce qui suit qu'une application de classe {\displaystyle C^{\infty }} est lisse. Une application continue est dite de classe {\displaystyle C^{0}}.

### Variétés lisses
On dit que deux cartes {\displaystyle c=(U,\varphi ,E)} et {\displaystyle c'=(U',\varphi ',E')} de X sont compatibles lorsque les deux conditions suivantes sont vérifiées :
- {\displaystyle \varphi \left(U\cap U'\right)} (respectivement {\displaystyle \varphi '\left(U\cap U'\right)}) est ouvert dans E (resp. {\displaystyle E'}).
- l'application {\displaystyle \varphi \circ (\varphi ')^{-1}} (resp. {\displaystyle \varphi '\circ \varphi ^{-1}}) de {\displaystyle \varphi '\left(U\cap U'\right)} sur {\displaystyle \varphi \left(U\cap U'\right)} (resp. de {\displaystyle \varphi \left(U\cap U'\right)} sur {\displaystyle \varphi '\left(U\cap U'\right)}) est lisse.

Un atlas {\displaystyle {\mathcal {A}}} de X est un ensemble de cartes deux à deux compatibles. Deux atlas {\displaystyle {\mathcal {A}}} et {\displaystyle {\mathcal {B}}} de X dont dits équivalents si {\displaystyle {\mathcal {A}}\cup {\mathcal {B}}} est un atlas. Cette condition définit une relation d'équivalence sur les atlas.
Soit {\displaystyle {\mathfrak {S}}} un ensemble d'espaces localement convexes. On dit qu'un atlas {\displaystyle {\mathcal {A}}} de X est de type {\displaystyle {\mathfrak {S}}} si l'on a {\displaystyle E\in {\mathfrak {S}}} pour toute carte {\displaystyle c=(U,\varphi ,E)} de {\displaystyle {\mathcal {A}}}. On dira qu'un atlas est de type Fréchet (resp. de type banachique, resp. de type hilbertien, resp. de type hilbertien séparable, resp. de type dimension finie, etc.) si tout E est un espace de Fréchet (resp. de Banach, resp. de Hilbert, resp. de Hilbert séparable, resp. de dimension finie, etc.) pour toute carte {\displaystyle c=(U,\varphi ,E)} de {\displaystyle {\mathcal {A}}}.
Une variété lisse est un ensemble X muni d'une classe d'équivalence d'atlas. Si ces atlas sont de type {\displaystyle {\mathfrak {S}}}, où les éléments de {\displaystyle {\mathfrak {S}}} sont des espaces de Fréchet (resp. de Banach, resp. de Hilbert, resp. de Hilbert séparable, resp. de dimension finie, etc.), on dit que cette variété lisse est une variété de Fréchet (resp. une variété banachique, resp. une variété hilbertienne, resp. une variété de type hilbertien séparable, resp. une variété de dimension localement finie, etc.) ou qu'elle est modelée sur des espaces de Fréchet (resp. de Banach, resp. de Hilbert, resp. de Hilbert séparable, resp. de dimension finie).
Une variété lisse X est localement connexe. Si X admet un atlas de type {\displaystyle {\mathfrak {S}}} dont tous les éléments sont des espaces de Baire, alors X est un espace de Baire.

### Variétés normales-lisses
Les cas utiles sont ceux où l'espace topologique X est séparé, et même normal, autrement dit pour tous fermés A et B sans point commun, il existe une fonction continue {\displaystyle f:X\rightarrow [0,1]} valant 1 sur A et 0 sur B. La variété X est dite normale-lisse si cette propriété est vérifiée avec une fonction f lisse.

### Paracompacité lisse
Le contexte des variétés normales-lisses est encore trop général pour être fructueux en pratique. Des notions essentielles sont la paracompacité, voire la métrisabilité. Rappelons qu'un espace métrisable est normal. Le résultat qui suit explique entre autres l'importance des variétés de Fréchet :
Théorème — Une variété lisse est métrisable si, et seulement si elle est une variété de Fréchet paracompacte.
Si un espace topologique X est paracompact, alors, étant donné un recouvrement ouvert {\displaystyle \left(U_{i}\right)_{i\in I}} de X, il existe une famille de fonctions continues {\displaystyle \left(\psi _{i}\right)_{i\in I}}, {\displaystyle \psi _{i}:X\rightarrow \mathbb {R} }, telle que
- {\displaystyle \psi _{i}(x)\geq 0,\forall x\in X}
- le support de {\displaystyle \psi _{i}} est contenu dans {\displaystyle U_{i}},
- pour tout {\displaystyle x\in X},

{\displaystyle \sum _{i\in I}\psi _{i}\left(x\right)=1}.
Dans le contexte des variétés, une telle propriété n'est utile que si les fonctions {\displaystyle \psi _{i}} sont lisses, et dans ce cas X est dit paracompact-lisse. On a le résultat suivant, :
Théorème — Une variété lisse admettant un atlas de type {\displaystyle \left\{E\right\}}, où E est un espace de Banach, est paracompacte-lisse si, et seulement si E est normal-lisse.
- Un espace hilbertien séparable est normal-lisse.
- Un espace localement convexe est paracompact-lisse si, et seulement s'il est paracompact et normal-lisse.
- Un espace localement convexe qui est un espace de Lindelöf séparé normal-lisse est paracompact-lisse.
- Un espace de Fréchet nucléaire ou un espace limite inductive stricte d'espaces de Fréchet nucléaires est paracompact-lisse.
- Un espace (DFS) (ou un espace de Silva) nucléaire est paracompact-lisse.
- Une variété lisse métrisable et normale-lisse est paracompacte-lisse.

Par exemple, l'espace {\displaystyle {\mathcal {D}}(\mathbb {R} ^{n})={\mathcal {C}}_{c}^{\infty }(\mathbb {R} ^{n})} des fonctions lisses à support compact, ou l'espace de Schwartz {\displaystyle {\mathcal {S}}(\mathbb {R} ^{n})}, ces espaces étant munis de leur topologie habituelle, sont paracompacts-lisses.

### Espace tangent et fibré tangent
Soit X une variété lisse et a un point de X. Considérons les couples {\displaystyle (c,h)} où {\displaystyle c=(U,\varphi ,E)} est une carte de X centrée sur a et où {\displaystyle h\in E}. Deux tels couples sont dits équivalents si la dérivée {\displaystyle D\varphi (a)} de l'application {\displaystyle \varphi '\circ \varphi } (définie sur un voisinage de a) transforme h en h'. Une classe d'équivalence pour cette relation est appelée un vecteur tangent en a.
Les vecteurs tangents en a à X forment un ensemble {\displaystyle T_{a}(X)}. Si {\displaystyle c=(U,\varphi ,E)} est une carte de X en a, l'application
{\displaystyle \theta _{c}:E\rightarrow T_{a}(X):h\mapsto {\bar {h}}}
où {\displaystyle {\bar {h}}} est le vecteur tangent représenté par le couple {\displaystyle (c,h)}, est une bijection, par laquelle on transporte la structure d'espace localement convexe de E sur {\displaystyle T_{a}(X)}. Dès lors, {\displaystyle T_{a}(X)} et E sont isomorphes.
L'ensemble des couples {\displaystyle (x,h_{x})}, où {\displaystyle x\in X} et {\displaystyle h_{x}\in T_{x}(X)}, est appelé le fibré tangent de la variété lisse X. On peut munir canoniquement cet ensemble, noté {\displaystyle T(X)}, d'une structure de variété lisse. On appelle projection canonique l'application
{\displaystyle \pi :T(X)\rightarrow X:(x,h_{x})\mapsto x,}
et cette application est lisse.

### Application linéaire tangente
Soit X, Y deux variétés lisses, {\displaystyle f:X\mapsto Y} une application et a un point de X. Soit {\displaystyle c=(U,\varphi ,E)} une carte de X centrée sur a et {\displaystyle c'=(V,\psi ,F)} une carte centrée sur {\displaystyle b=f(a)}. L'application f est dite dérivable au point a si l'application {\displaystyle \Phi =\psi \circ f\circ \varphi ^{-1}} est dérivable. L'application
{\displaystyle T_{a}(f):=\theta _{c}'\circ D\Phi (\varphi (a))\circ \theta _{c}^{-1}\in {\mathcal {L}}(T_{a}(X);T_{b}(Y))}
ne dépend pas des cartes choisies et est appelée l'application linéaire tangente (ou la dérivée, ou la différentielle) de f au point a.
De même, on dit que l'application {\displaystyle f:X\mapsto Y} est lisse si elle est continue et pour toute carte {\displaystyle c=(U,\varphi ,E)} de X, pour toute carte {\displaystyle c'=(V,\psi ,F)} de Y telle que {\displaystyle f(U)\subset V}, l'application {\displaystyle \psi \circ f\circ \varphi ^{-1}:E\rightarrow F} est lisse.
Soit {\displaystyle f:X\mapsto Y} une application lisse. On appelle rang de f au point x, et on note {\displaystyle rg_{x}(f)}, le rang (fini ou infini) de l'application linéaire tangente {\displaystyle T_{x}(f)}.

### Catégorie des variétés lisses - Sous-variétés
La catégorie des variétés lisses a pour objets les variétés lisses et pour morphismes les applications lisses. Un isomorphisme de variétés est une bijection lisse dont la bijection réciproque est lisse.
Soit X une variété lisse et Y un sous-ensemble de X. Supposons qu’en tout point {\displaystyle y\in Y} il existe
une carte {\displaystyle (V,\psi ,E_{1}\times E_{2})} de X centrée sur y telle que {\displaystyle \psi (V)=W_{1}\times W_{2}} où {\displaystyle W_{i}}
est un ouvert de l'espace localement convexe {\displaystyle E_{i}(i=1,2)} et {\displaystyle \psi (Y\cap V)=W_{1}\times \{0\}}.
Alors :
- Y est localement fermé dans X, i.e. tout {\displaystyle y\in Y} a un voisinage ouvert V dans X tel que {\displaystyle V\cap Y} est fermé dans V . De plus, {\displaystyle \psi } induit une bijection continue {\displaystyle \psi _{1}:Y\cap X\rightarrow W_{1}}.
- La collection de triplets {\displaystyle (Y\cap V,\psi _{1},E_{1})} obtenue ainsi constitue un atlas de Y.

L’ensemble Y , muni de l’atlas ci-dessus, est appelé une sous-variété de X.
Par exemple, un ouvert de X est de manière évidente une sous-variété de X.
Soit E un espace localement convexe et F est un sous-espace de E. On dit que F est scindé dans E s'il admet un supplémentaire topologique. Pour que qu'un sous-espace F de E soit scindé, il est nécessaire que F soit fermé dans E. Si E est un espace de Banach et F est un sous-espace de dimension finie ou de codimension finie, F est scindé. Si E est un espace de Hilbert et F est un sous-espace fermé de E, il est scindé.
Théorème — Soit X une variété lisse, Y un sous-ensemble de X et f une application de Y dans X. Alors Y est une sous-variété de X si, et seulement si :
Pour tout {\displaystyle y\in Y}, il existe un voisinage ouvert U de y dans Y et une carte {\displaystyle (V,\psi ,E)} de la variété X en {\displaystyle f(y)} tels que {\displaystyle f(U)\subset V} et {\displaystyle \psi \circ f} induise un homéomorphisme de U sur l'intersection de {\displaystyle \psi (V)} avec un sous-espace scindé de E.
Un isomorphisme {\displaystyle f:X\rightarrow Y} d'une variété lisse X sur une sous-variété Y d'une variété lisse Z est appelé un plongement de X dans Z.

### Produit de variétés lisses
Soit X et Y deux ensembles, {\displaystyle c=(U,\varphi ,E)} une carte de X, {\displaystyle c'=(V,\psi ,F)} une carte de Y. Alors {\displaystyle \left(U\times V,\varphi \times \psi ,E\times F\right)} est une carte de {\displaystyle X\times Y}, notée {\displaystyle c\times c'}.
Étant donné deux variétés lisses X et Y, il existe sur l'ensemble {\displaystyle X\times Y} une structure de variété lisse et une seule telle que {\displaystyle c\times c'} soit une carte de {\displaystyle X\times Y} pour toute carte c de X et toute carte c' de Y. L'ensemble {\displaystyle X\times Y}, munie de cette structure, est appelé la variété lisse produit de X et de Y.
Soit {\displaystyle (a,b)\in X\times Y}. L'espace tangent {\displaystyle T_{(a,b)}\left(X\times Y\right)} s'identifie au produit {\displaystyle T_{a}\left(X\right)\times T_{b}\left(Y\right)}.

### Dérivées partielles
Soit X, Y, Z trois variétés lisses, {\displaystyle (a,b)\in X\times Y} et {\displaystyle f:X\times Y\rightarrow Z} une application lisse. Alors les applications partielles {\displaystyle x\mapsto f(x,b)} et {\displaystyle y\mapsto f(a,y)} sont lisses. Notons {\displaystyle T_{(a,b)}^{1}(f)} (resp. {\displaystyle T_{(a,b)}^{2}(f)}) l'application linéaire tangente à la première de ces applications partielles au point a (resp. à la seconde de ces applications partielles au point b). On a avec l'identification précédente
{\displaystyle T_{(a,b)}(f).(u,v)=T_{(a,b)}^{1}(f).u+T_{(a,b)}^{2}(f).v}
pour tout {\displaystyle u\in T_{a}\left(X\right)} et tout {\displaystyle v\in T_{b}\left(Y\right)}. On appelle {\displaystyle T_{(a,b)}^{1}(f)} (resp. {\displaystyle T_{(a,b)}^{2}(f)}) la dérivée partielle de f par rapport à la première (resp. la seconde) variable au point {\displaystyle (a,b)}.

## Variétés banachiques

### Théorème des fonctions implicites
On se place dans la situation du paragraphe précédent dont on conserve les notations en supposant que Y et Z sont des variétés banachiques. On a le résultat suivant :
Théorème — Supposons que {\displaystyle T_{(a,b)}^{2}(f)} soit bijectif. Il existe alors un voisinage ouvert U de a dans X et un voisinage ouvert V de b dans Y pour lesquels la condition suivante est vérifiée :
pour tout {\displaystyle x\in U}, il existe un point {\displaystyle g(x)} et un seul tel que {\displaystyle f(x,g(x))=f(a,b)}, et l'application g est lisse de U dans V. Pour tout {\displaystyle x\in U} on a
{\displaystyle T_{x}(g)=-\left(T_{(x,g(x))}^{2}(f)\right)^{-1}\circ T_{(x,g(x))}^{1}(f).}
Cet énoncé est faux en général si les variétés Y et Z ne sont pas supposées banachiques.
Dans ce qui suit, toutes les variétés sont lisses et banachiques ; les résultats sont des conséquences du théorème des fonctions implicites,.

### Immersions
Théorème et définition —  Soit X, Y deux variétés, {\displaystyle f:X\rightarrow Y} une application lisse, {\displaystyle a\in X} et {\displaystyle b=f(a)}. 
1. Les conditions suivantes sont équivalentes :
(a) Il existe un voisinage ouvert U de a tel que la restriction {\displaystyle f|U} induit un isomorphisme de U sur une sous-variété de Y.
(b) L'application linéaire continue {\displaystyle T_{a}(f):T_{a}(X)\rightarrow T_{b}(Y)} est injective et son image est scindée.
2. Une application f vérifiant l'une de ces conditions est appelée une immersion en a.
3. L'ensemble des points de X où f est une immersion est ouvert dans X. Lorsque cet ouvert est X tout entier, on dit que f est une immersion, et {\displaystyle f(X)} est appelée une sous-variété immergée de Y.

### Submersions
Théorème et définition —  Soit X, Y deux variétés, {\displaystyle f:X\rightarrow Y} une application lisse, {\displaystyle a\in X} et {\displaystyle b=f(a)}. 
1. Les conditions suivantes sont équivalentes :
(a) Il existe un voisinage ouvert U de a, un voisinage ouvert V de b contenant {\displaystyle f(U)} et une application lisse g de U sur une variété Z tels que l'application {\displaystyle (f,g):U\rightarrow V\times Z} soit un isomorphisme.
(b) L'application linéaire continue {\displaystyle T_{a}(f):T_{a}(X)\rightarrow T_{b}(Y)} est surjective et son noyau est scindé.
2. Une application f vérifiant l'une de ces conditions est appelée une submersion en a.
3. L'ensemble des points de X où f est une submersion est ouvert dans X. Lorsque cet ouvert est X tout entier, on dit que f est une submersion.

### Subimmersion -Théorème du rang constant
Théorème et définition —  Soit X, Y deux variétés, {\displaystyle f:X\rightarrow Y} une application lisse, {\displaystyle a\in X} et {\displaystyle b=f(a)}. 
1. Les conditions suivantes sont équivalentes :
(a) Il existe un voisinage ouvert U de a, une variété Z, une submersion s de U sur Z et une immersion i de Z dans Y tels que {\displaystyle f|U=i\circ s}.
(b) Il existe une carte {\displaystyle (U,\varphi ,E)} de X centrée sur a, une carte {\displaystyle (V,\psi ,F)} de Y centrée sur b et une application {\displaystyle \mathbf {g} \in {\mathcal {L}}(E;F)} telles que{\displaystyle f(U)\subset V,\mathbf {g} (\varphi (U))\subset \psi (V),f|U=\psi ^{-1}\circ \mathbf {g} \circ \varphi }et le noyau et l'image de {\displaystyle \mathbf {g} } sont scindés.
2. Une application f vérifiant l'une de ces conditions est appelée une subimmersion en a.
3. L'ensemble des points de X où f est une subimmersion est ouvert dans X. Lorsque cet ouvert est X tout entier, on dit que f est une subimmersion.
4. Si f est une subimmersion en a, alors {\displaystyle rg_{x}(f)} est constant dans un voisinage de a.
5. Si f est une subimmersion, alors pour tout {\displaystyle y\in Y}, {\displaystyle f^{-1}(\{y\})} est une sous-variété Z de X et {\displaystyle T_{a}(Z)=\ker(T_{a}(f))}.

### Étalement
Théorème et définition —  Soit X, Y deux variétés, {\displaystyle f:X\rightarrow Y} une application lisse, {\displaystyle a\in X} et {\displaystyle b=f(a)}. 
1. Les conditions suivantes sont équivalentes :
(a) {\displaystyle T_{a}(f)} est bijectif.
(b) Il existe un voisinage ouvert U de a et un voisinage ouvert V de b tels que f induise un isomorphisme de U sur V.
(c) f est une immersion et une submersion en a.
2. Une application f vérifiant l'une de ces conditions est dite étale en a.
3. Si f est étale en tout point, elle est appelée un étalement, et la variété X est dite étalée dans Y.

Une sous-variété de X est étalée dans X, mais la réciproque est inexacte.

## Variétés d'applications

### Variétés banachiques d'applications
Soit X une variété lisse compacte, Y une variété lisse banachique et {\displaystyle {\mathfrak {C}}^{r}(X;Y)} (où r est un entier positif ou nul) l'ensemble des applications de classe {\displaystyle C^{r}} de X dans Y. On munit cet ensemble de la topologie de la convergence uniforme d'une fonction et de ses dérivées jusqu'à l'ordre r. Alors  {\displaystyle {\mathfrak {C}}^{r}(X;Y)} est une variété lisse banachique, qui est séparée si Y est séparée, et on a les résultats suivants, :
Soit {\displaystyle x\in X,f\in {\mathfrak {C}}^{r}(X;Y)} et {\displaystyle \varepsilon _{x}:{\mathfrak {C}}^{r}(X;Y)\rightarrow Y:g\mapsto g(x)}. Cette application est lisse. Soit {\displaystyle \xi \in T_{f}\left({\mathfrak {C}}^{r}(X;Y)\right)}. L'image par {\displaystyle T_{f}(\varepsilon _{x})} de {\displaystyle \xi } est un élément {\displaystyle \xi _{x}} de {\displaystyle T_{f(x)}(y)} et l'application {\displaystyle x\mapsto \xi _{x}} est un relèvement lisse de f dans {\displaystyle T(Y)}, autrement dit {\displaystyle \pi (\xi _{x})=f(x)} où {\displaystyle \pi :T(Y)\rightarrow Y} est la projection canonique. On a (avec une identification canonique)
{\displaystyle T_{f}\left({\mathfrak {C}}^{r}(X;Y)\right)=\{u\in {\mathfrak {C}}^{r}(X;T(Y)):\pi \circ u(x)=f(x),\forall x\in X\}.}
La norme du vecteur tangent u ci-dessus est donnée par
{\displaystyle \left\Vert u\right\Vert =\sup _{x\in X}\sum \nolimits _{i=1}^{r}\left\vert D^{i}u(x)\right\vert ,}
où {\displaystyle \left\vert D^{i}u(x)\right\vert } est la norme de la dérivée {\displaystyle D^{i}u(x)} dans l'espace de Banach {\displaystyle T_{f(x)}(Y)}.
Si X et Y sont des variétés lisses compactes et Z est une variété lisse, alors la composition {\displaystyle (f,g)\mapsto g\circ f} induit une application de classe {\displaystyle C^{s}}
{\displaystyle {\mathfrak {C}}^{r}(X;Y)\times {\mathfrak {C}}^{r+s}(Y;Z)\rightarrow {\mathfrak {C}}^{r}(X;Z).}

### Variétés de Fréchet d'applications
Soit F un espace vectoriel de dimension finie et X une variété lisse compacte. Alors l'espace {\displaystyle C^{\infty }(X;F)} des fonctions lisses de X dans F est canoniquement muni d'une structure d'espace de Fréchet nucléaire dont la topologie est celle de la convergence uniforme d'une fonction et de ses dérivées jusqu'à un ordre quelconque fini. Si X est une variété lisse localement compacte dénombrable à l'infini, l'espace {\displaystyle C_{c}^{\infty }(X;F)} des fonctions lisses de X dans F à support compact est limite inductive stricte de la suite d'espaces {\displaystyle \left(C_{K}^{\infty }(X;F)\right)_{K\in {\mathfrak {K}}}} où {\displaystyle {\mathfrak {K}}} est une suite de compacts de X de réunion égale à X et {\displaystyle C_{K}^{\infty }(X;F)} est l'espace de Fréchet nucléaire des fonctions lisses de X dans F dont le support est inclus dans K. Dans ce qui suit, on suppose que X est compacte, pour éviter de passer à la limite inductive et pour ainsi simplifier les énoncés et les différentes conditions.
Soit X et Y des variétés lisses de dimension localement finie et supposons X compacte. Soit {\displaystyle {\mathfrak {C}}^{\infty }(X;Y)} l'ensemble des applications de classe {\displaystyle C^{\infty }} de X dans Y. On munit cet ensemble de la topologie de la convergence uniforme d'une fonction et de ses dérivées jusqu'à un ordre quelconque fini. Alors {\displaystyle {\mathfrak {C}}^{\infty }(X;Y)} est une variété de Fréchet et on a comme plus haut
{\displaystyle T_{f}\left({\mathfrak {C}}^{\infty }(X;Y)\right)=\{u\in {\mathfrak {C}}^{\infty }(X;T(Y)):\pi \circ u(x)=f(x),\forall x\in X\}.}
Si de plus X et Y sont séparables, {\displaystyle {\mathfrak {C}}^{\infty }(X;Y)} est paracompacte-lisse et métrisable.
Si X et Y sont des variétés lisses compactes et Z est une variété de dimension localement finie, alors la composition induit une application lisse
{\displaystyle {\mathfrak {C}}^{\infty }(X;Y)\times {\mathfrak {C}}^{\infty }(Y;Z)\rightarrow {\mathfrak {C}}^{\infty }(X;Z).}
De plus on a en identifiant toute fonction {\displaystyle (x,y)\mapsto f(x,y)} avec la fonction {\displaystyle x\mapsto f_{x}:\left(y\mapsto f(x,y)\right)} :
{\displaystyle {\mathfrak {C}}^{\infty }(X;{\mathfrak {C}}^{\infty }(Y;Z))={\mathfrak {C}}^{\infty }(X\times Y;Z).}